# Kitawaki Noboru

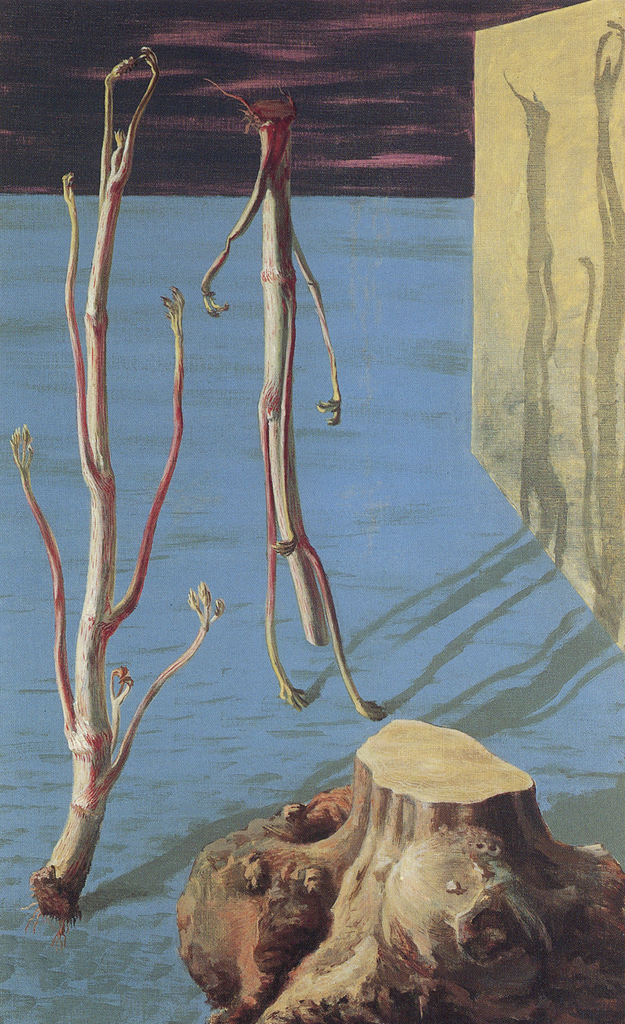
„Udo“, 1937

Kitawaki Noboru (japanisch 北脇 昇; geb. 4. Juni 1901 in Nagoya; gest. 18. Dezember 1951 in Kioto) war ein japanischer Maler des Surrealismus  während der Shōwa-Zeit.

## Leben und Werk
Kitawaki wurde in Nagoya geboren, wuchs aber in Kyōto auf. Dort studierte er Malerei zunächst unter Kanokogi Takeshirō und dann an der Schule für Malerei von Tsuda Seifū. 1932 erhielt er den 1. Preis auf der 19. Ausstellung der Künstlergruppe Nika-kai (二科会). In den dreißiger Jahren wurde er vom Surrealismus beeinflusst, integrierte aber geometrische Formen und Bilder aus der Naturwissenschaft, Philosophie, Religion und Orakel in seine Gemälde. Er war 1933 mit Fukuzawa Ichirō und vielen anderen an der Gründung des „Instituts für unabhängige Kunst, Kyōto“ (独立美術京都研究所) beteiligt. In den Jahren danach wirkte er bei weiteren Gründungen von Künstler-Vereinigungen mit, wie z. B. der Sōki bijutsu kyōkai und dem „Club junger Künstler in Kyōto“ (京都青年芸術家クラブ, Kyōto seinen geijutsuka kurabu).
Kitawaki beteiligte sich 1946 an der Gründung der „Studiengesellschaft für Kunst und Kultur“ (美術文化協会, Bijutsu bunka kyōkai) und 1947 an der Gründung des Clubs japanischer Avantgarde-Künstler. Er starb 1951 in Kyōto.　

## Bilder

Flugplatz, 1937
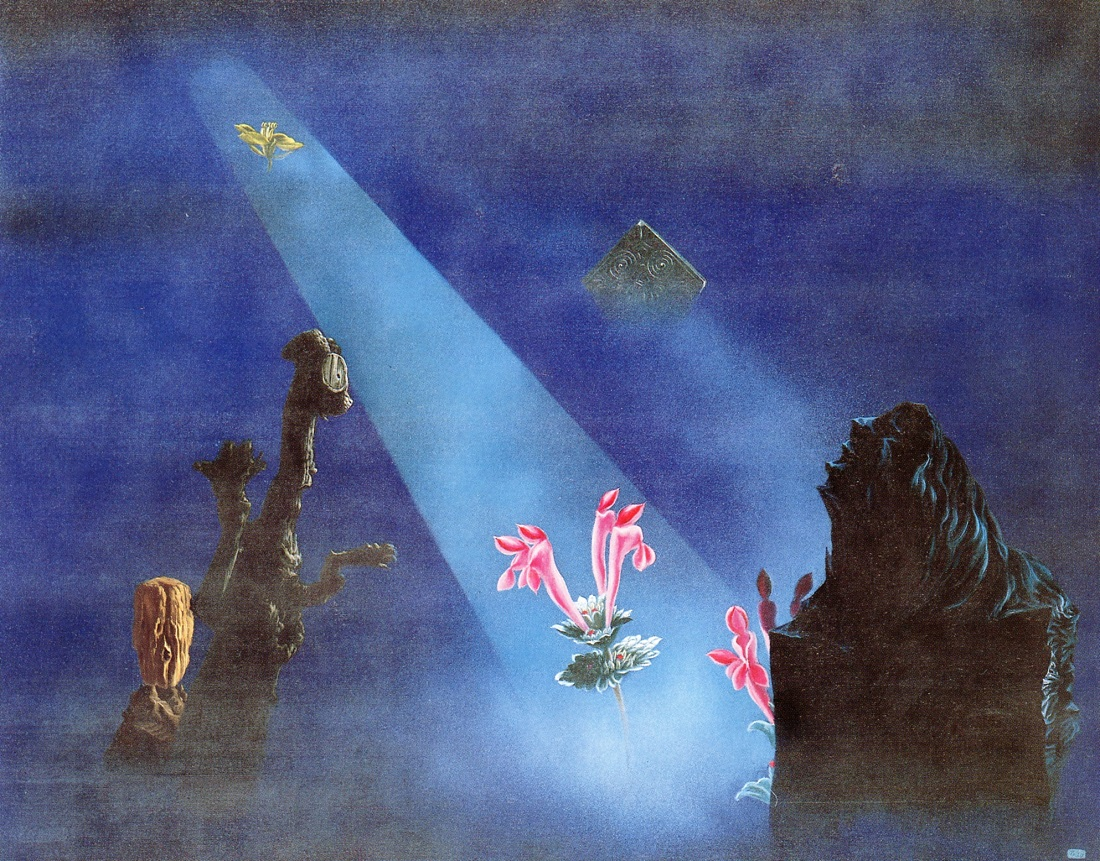
Nächte, 1937
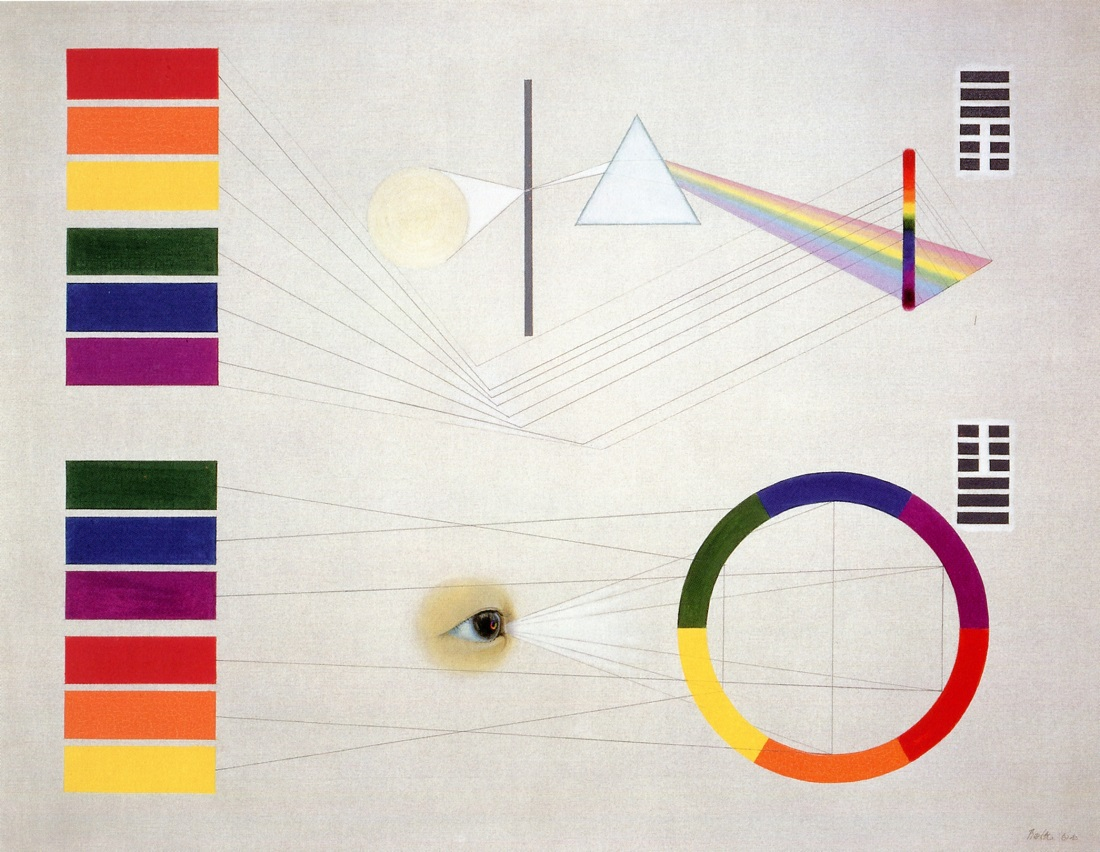
Analysis, 1941
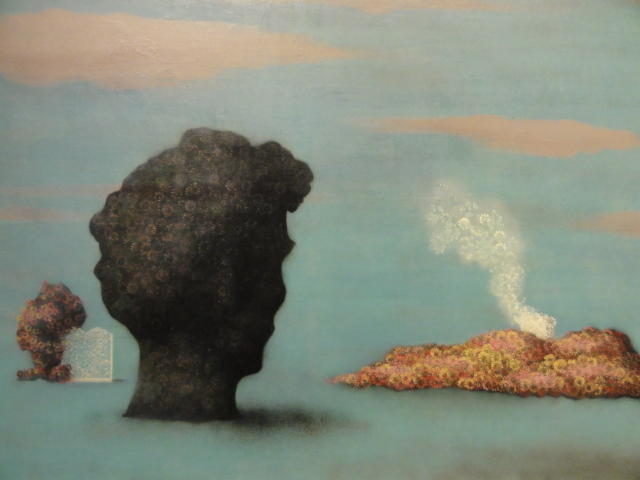
Herbstliche Erscheinung, 1945
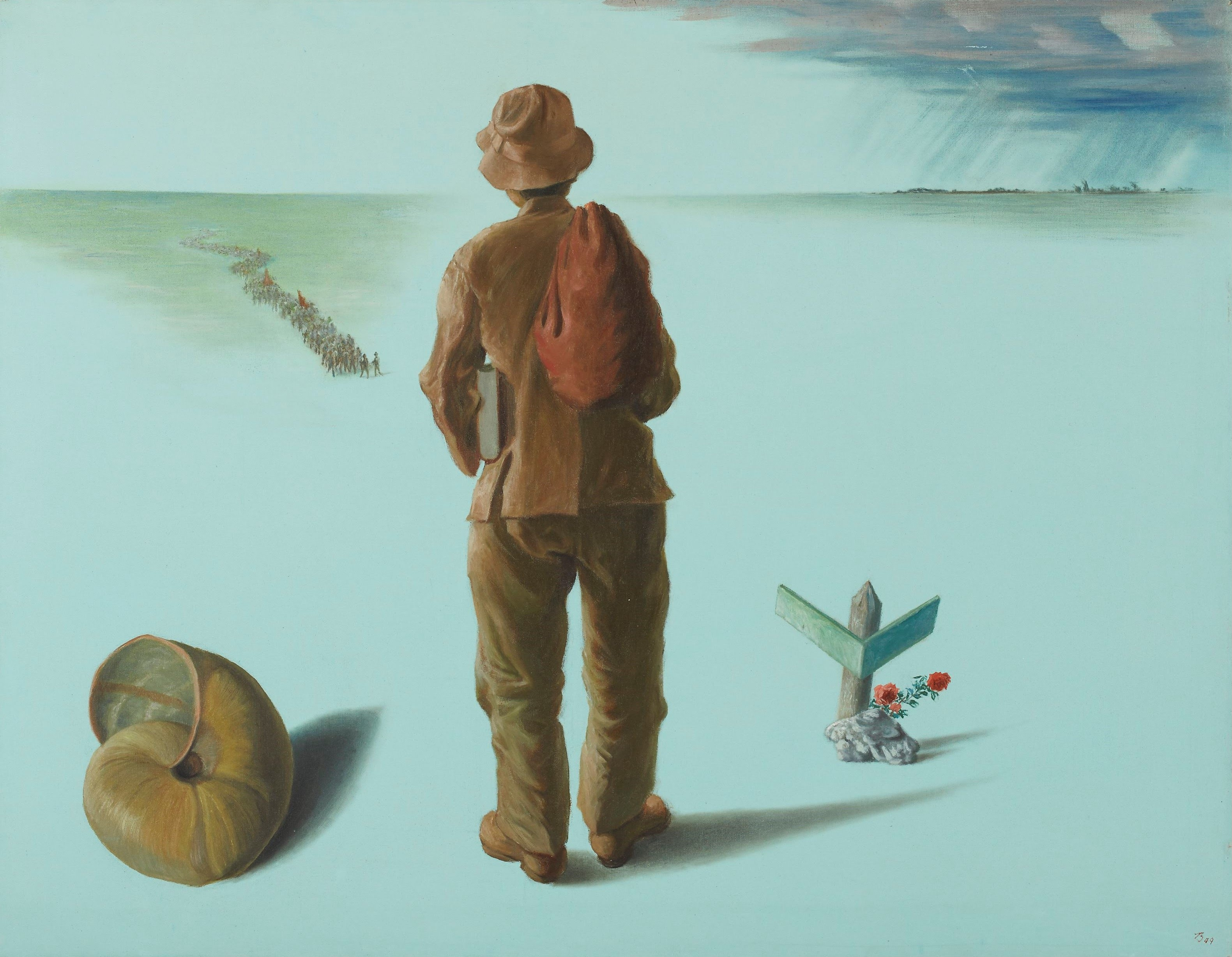
Quo vadis, 1949